# Melitopol
Melitopol (ukránul: Мелітополь; oroszul: Мелитополь) város Ukrajna Zaporizzsjai területén. Az ország 34. legnépesebb városa, lakossága körülbelül 150 000 fő volt 2018-ban.

## Történelem
A középkorban egy nogaj aul volt a város helyén Kyzyl-Yar néven. 1769 júliusában orosz katonai parancsnokok ott építettek egy erődítményt, és a zaporizzsjai kozákok ott teljesítettek szolgálatot. II. Katalin 1784. február 2-án adott ki egy rendeletet, amellyel létrehozta a Tauriai Kormányzóságot. Grigorij Potemkin, Novorosszija képviselője még abban az évben aláírta a város alapításáról szóló szerződést, és a Molocsna folyó jobb partján kozákok és Szuvorov hadvezér nyugalmazott katonáinak családjai telepedtek le. Többek között a németeket is ösztönözték, hogy telepedjenek le az új tartományban és néhány falu ezen a területen sokáig német nyelvű is volt.

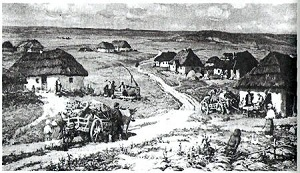
Novoalexandrovka, Redin és Fomin festménye

1816-ban a szloboda a Novoalekszandrovka nevet kapta. Népessége az Ukrajna északi tartományaiból és az Oroszországból behurcolt parasztok miatt növekedett. 1842. január 7-én a szlobodát városként ismerték el, és a Molocsna folyó torkolatánál fekvő Melita (görögül: Μέλι - méz) kikötőváros után a Melitopol nevet kapta. A 19. század végére a település egy kereskedelmi központtá fejlődött - volt néhány bank, hitelszervezet és számos nagykereskedés. A város akkori legnagyobb vállalkozásai a vasöntöde és a Klassen testvérek gépgyártó üzeme (1886), a vasúti pályaudvar és a műhelyek voltak.
A város további fejlődése szorosan összefüggött a kereskedelemmel, a vas- és gépiparral, valamint a Krím felé irányuló vasúti közlekedéssel. A huszadik század elején 15 ezer ember élt Melitopolban. A városban akkoriban 30 gyár és 350 üzlet működött. A huszadik század második felében a város gazdasági növekedése erőteljes volt: új gyárak, üzemek és lakótelepek épültek. A városban gyártott ipari termékeket több mint ötven országba exportálták.

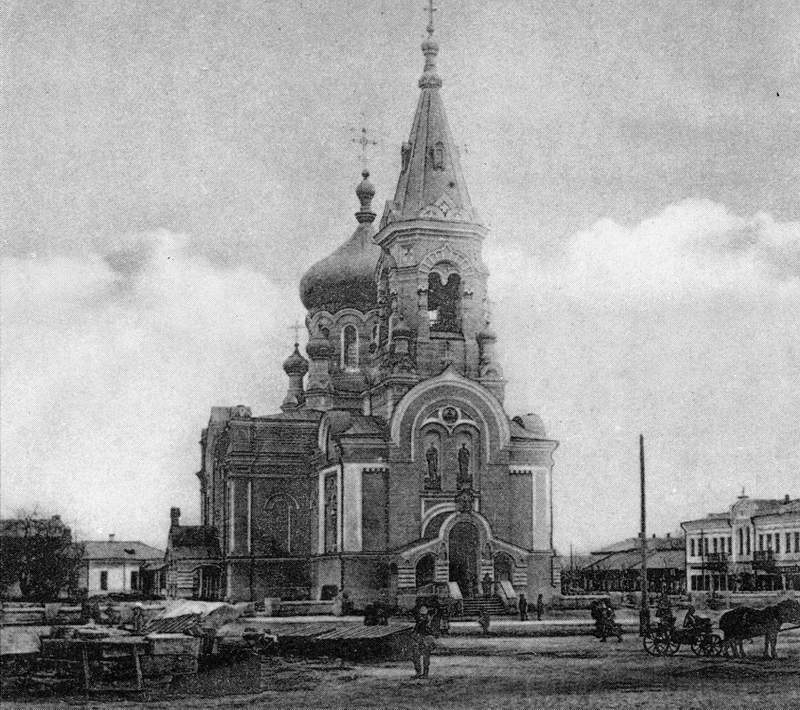
A régi Alekszandr Nyevszkij székesegyház Melitopolban

### Második világháború
1941-ben a Szovjetuniót megtámadta a náci Németország. A város stratégiai jelentőségűvé vált elhelyezkedése miatt. Azonban a Vörös Hadsereg nem állt készen a háborúra, és vissza kellett vonulnia. A német Wehrmacht 1941. október 6-án elfoglalta Melitopolt. Egy héten belül Melitopol teljes megmaradt zsidó lakosságát (2000 férfi, nő és gyermek) a Wehrmacht által aktívan támogatott Einsatzgruppe D meggyilkolta. A németek egy náci börtönt működtettek a városban.

#### A Panther–Wotan vonal csatája
A Miusz folyón való áttörés, illetve miután legyőzték a tengelyhatalmakat Donyec-medencében és Taganrogban, a visszavonuló ellenséget üldöző szovjet déli front hadserege 1943. szeptember 22-én a Molocsna folyóhoz érkezett. Ott, a Molocsna folyó medencéjében a német csapatok egy erős, hosszú távú védelmi vonalat építettek ki, amelyet Panther-Wotan-vonalnak neveztek el. Ezen a vonalon dőlt el a Krím félsziget sorsa és a Szovjetunió déli részén folytatott támadó hadműveletek sorsa.
A német védelem négy vonalból állt, amelyeket szilárd páncéltörő árkok és aknák borítottak. A szovjet déli front hadseregének első áttörési kísérlete sikertelen volt. A szovjet parancsnokok úgy döntöttek, hogy előkészítenek egy új hadműveletet: az úgynevezett "Melitopol hadműveletet", amelyet 1943. szeptember 26. és november 5. között sikeresen végre is hajtottak.
A szovjet katonák bátorsága és hősiessége ellenére a harcok sokáig tartottak, mivel a németek újabb tartalékos katonákat vezényeltek oda, hogy megtartsák Melitopolt. Végül többnapos, súlyos utcai harcok után a német ellenállás megtört, és október 23-án a Vörös Hadsereg teljesen ellenőrzése alá vonta a várost.

### 2022-es orosz–ukrán háború
Február 24-én, a 2022-es ukrajnai orosz invázió során a melitopoli légibázist bombatalálat érte, majd később az orosz erők megtámadták. Ugyanezen a napon Volodimir Zelenszkij ukrán elnök kijelentette, hogy "az ellenség elindult a megszállt Krímből, és megpróbál Melitopol felé előrenyomulni".
Február 26-án az orosz védelmi minisztérium szerint az orosz erőknek sikerült elfoglalnia a várost.
Március 11-én az ukrán külügyminisztérium szerint elrabolták a város polgármesterét, akit ezt követően terrorizmussal vádoltak meg az orosz erők. Ez a Genfi Egyezmények szerint háborús bűnnek minősül.

## Földrajz
Az Azovi-tenger közelében, a Molocsna folyó partján fekszik.

## Népessége
| Lakosok száma | 155 323 | 154 992 | 153 112 | 148 851 |
|               | 2016    | 2017    | 2019    | 2022    |

## Közlekedés

### Közúti közlekedés
A városnak két buszpályaudvara van: az újabb távolsági buszpályaudvar és a helyi buszok régebbi állomása. A település az E58-as út és az E105-ös út kereszteződésében fekszik. A melitopoli utak együttes hossza 333 km, amelynek a 70%-a nem felel meg az alapvető követelményeknek.

### Vasúti közlekedés

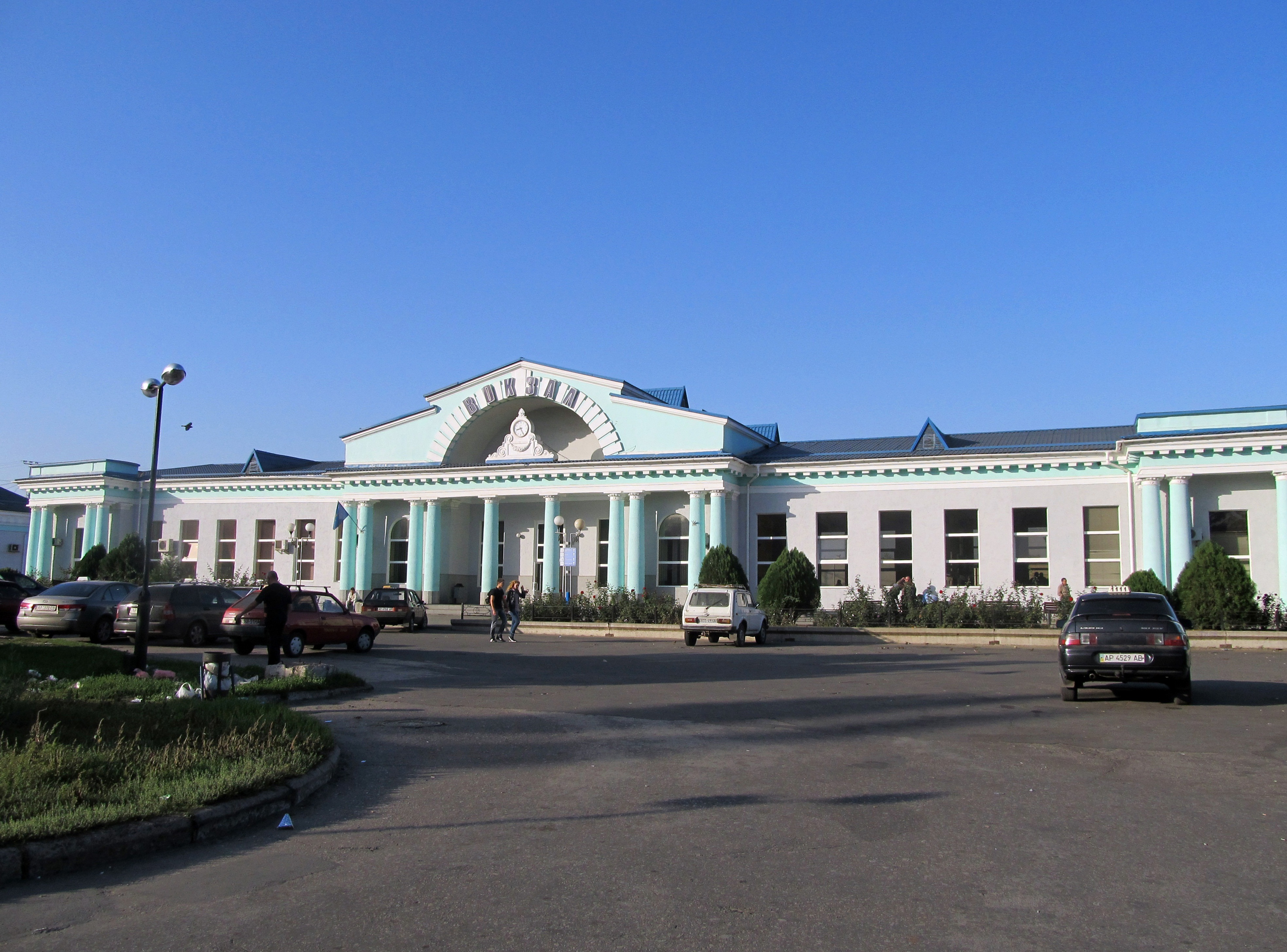
A melitopoli vasútállomás

Melitopolon egy nemzetközi jelentőségű villamosított vasútvonal halad keresztül, ezért a melitopoli vasútállomás tranzitállomásként szolgál a Moszkvából a Krímbe és vissza tartó utasok számára. A várost a "Krím kapujának" is nevezik és a Krím félsziget 2014-es annektálása előtt a személyszállító vonatok 80%-a a városon haladt át a félsziget felé.

### Légiközlekedés
A város környékén egy repülőtér is található, amelyet azonban nem használnak személyszállításra.

### Tömegközlekedés
Az iránytaxik a város tömegközlekedésének egyetlen formája. 34 útvonalon közlekednek. Reggel öttől hajnali fél egyig működnek. Korábban, a Szovjetunió idején az Ikarus, a LiAZ, a LAZ és a PAZ autóbuszai mintegy 15 útvonalon közlekedtek.

## Testvérvárosok
Melitopol testvérvárosai a következők:
- Brive-la-Gaillarde, Franciaország
- Bariszav, Fehéroroszország
- Kėdainiai, Litvánia
- Szliven, Bulgária

## Híres emberek
- Migail Lifsic (1905–1983) szovjet marxista filozófus, esztéta, művészetkritikus
- Pavel Szudoplatov (1907–1996) szovjet titkosszolgálati tiszt
- Naum Feldman (1918–1994) szovjet matematikus
- Grigorij Csuhraj (1921–2001) szovjet filmrendező
- Jevhen Hacserigyi (1987) válogatott ukrán labdarúgó
- Jehven Cseberko (1998) válogatott ukrán labdarúgó

## Galéria

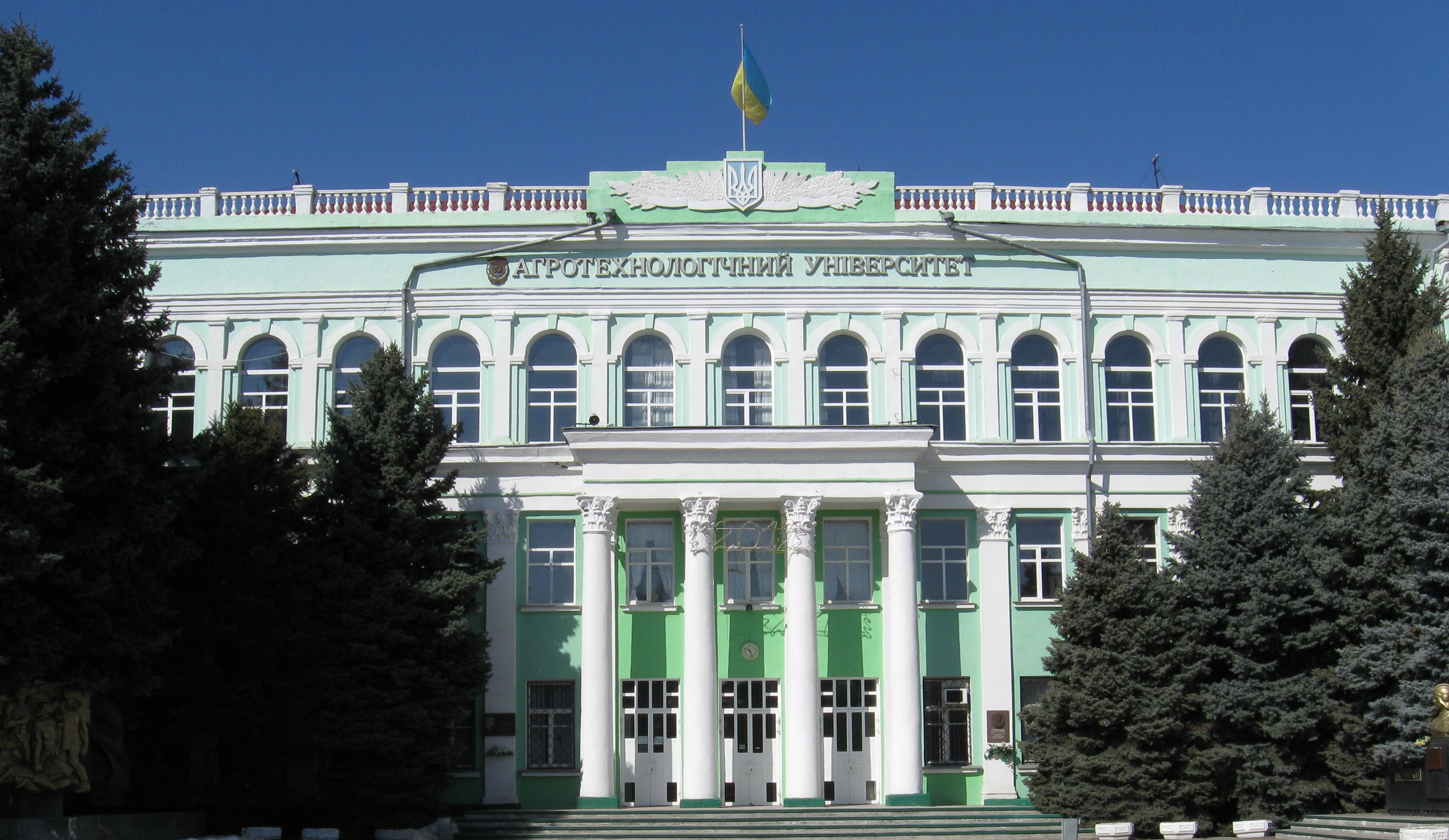
Agrotechnológai Egyetem
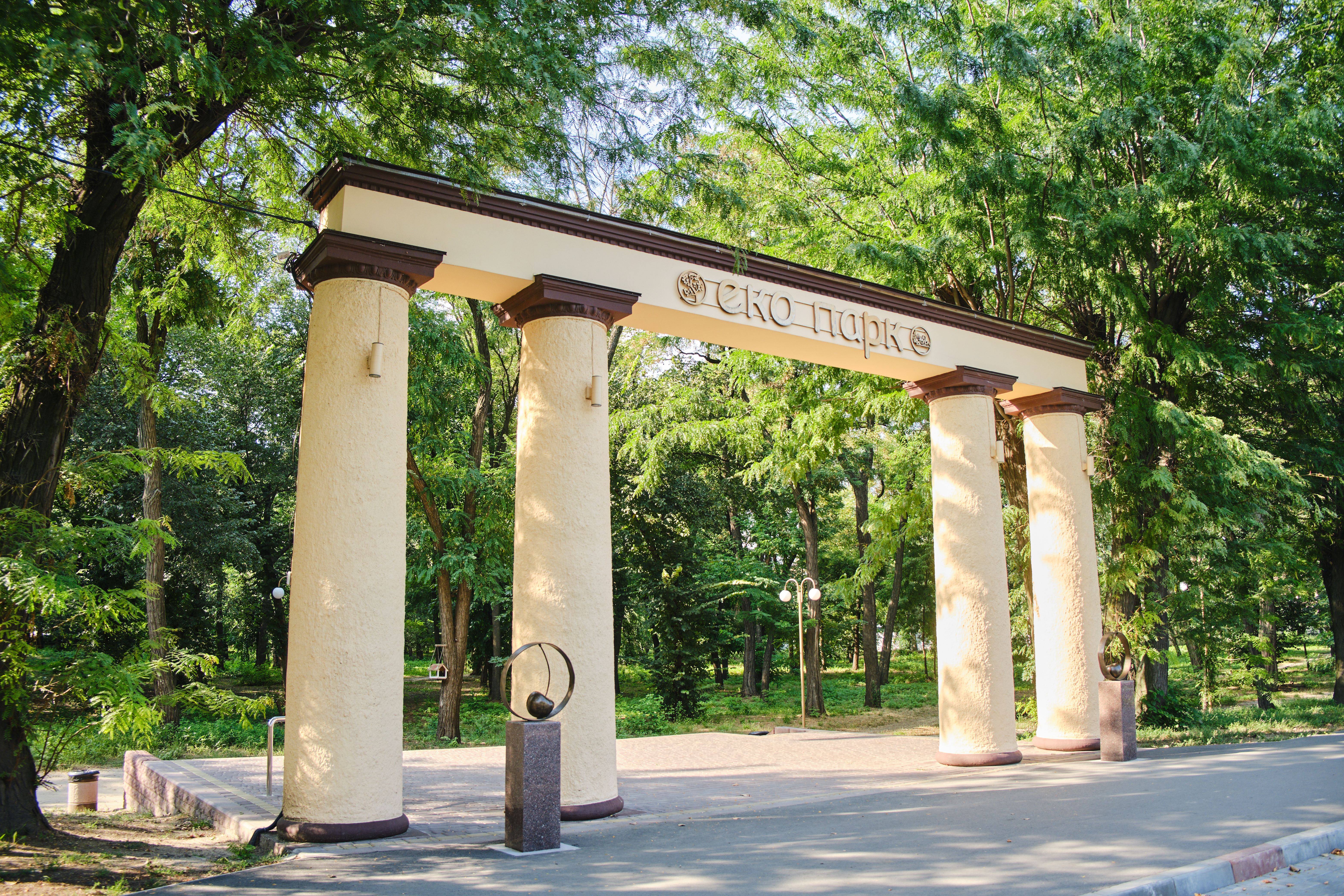
Ekopark
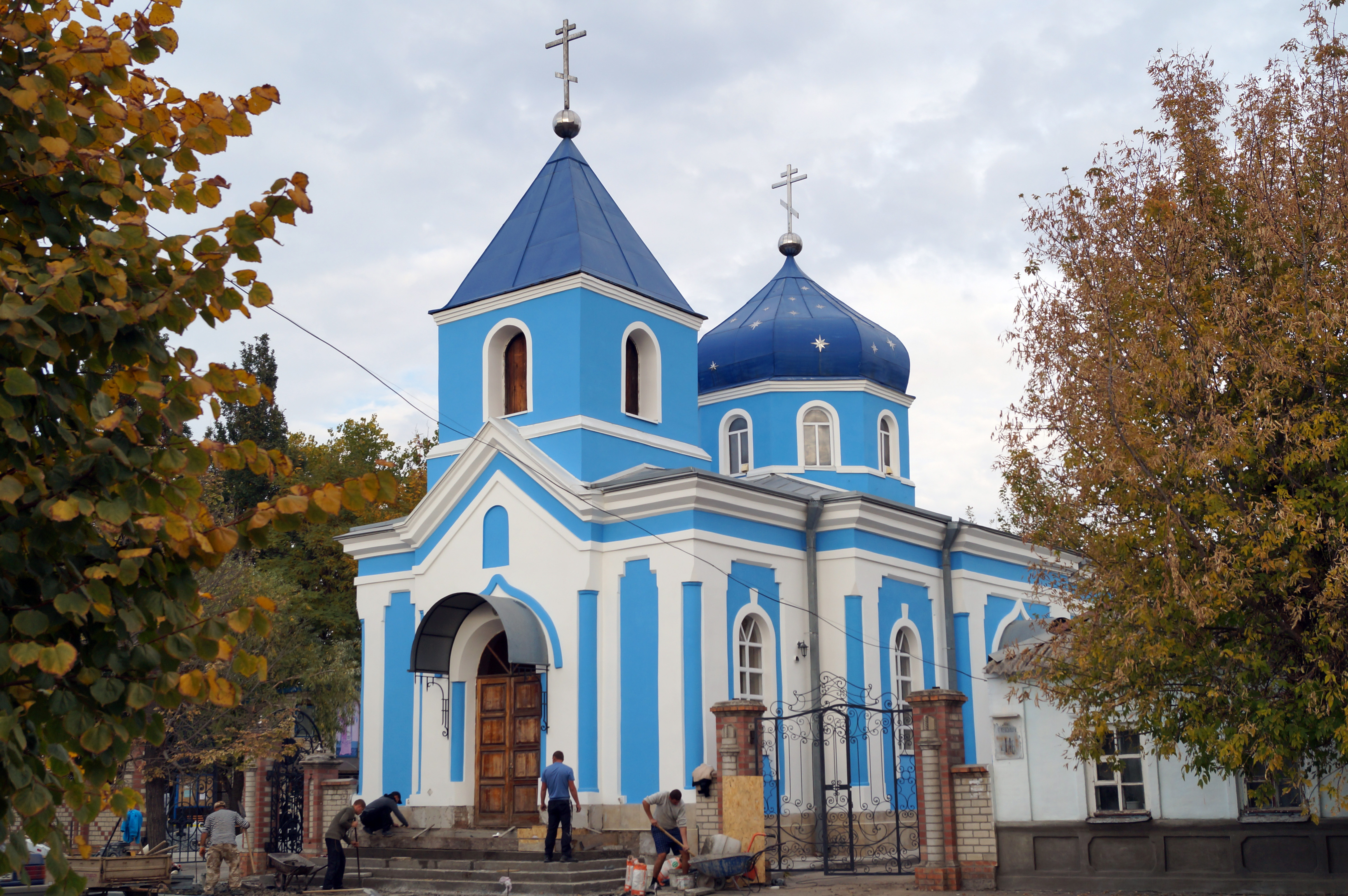
Névai Szent Sándor templom
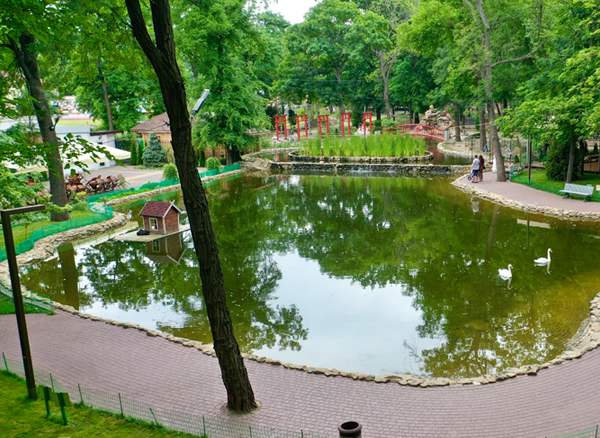
Városi park
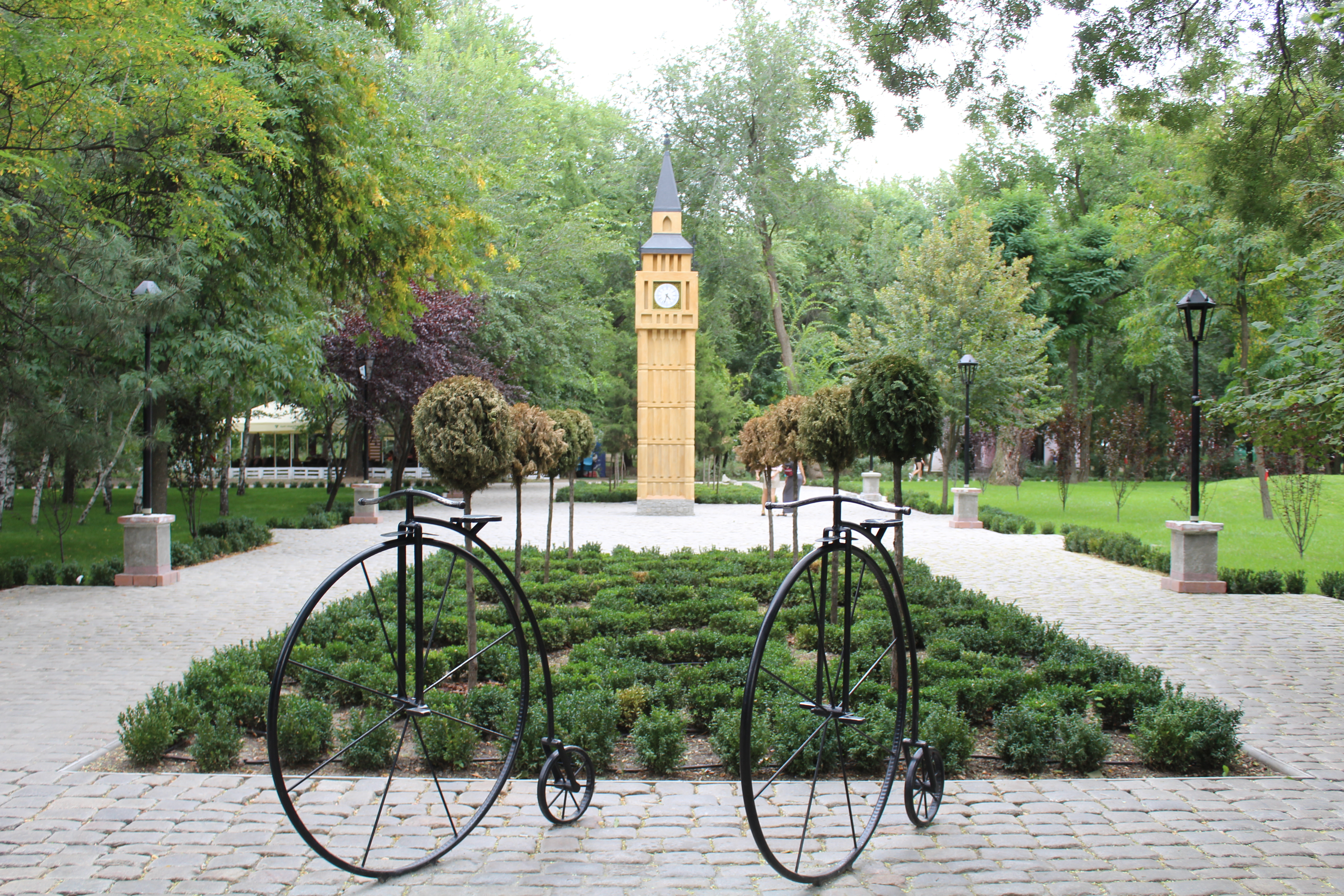
A városi park angol tere